# August Lösch

Räumliche Ordnung nach Lösch

August Lösch (* 15. Oktober 1906 in Öhringen; † 30. Mai 1945 in Ratzeburg) war ein deutscher Nationalökonom. Er gilt als Begründer der Regionalwissenschaft.

## Leben
August Lösch wuchs in Heidenheim/Brenz auf, wo er am dortigen Realgymnasium nach dem Abitur auch eine kaufmännische Lehre absolvierte. Er studierte Wirtschaftswissenschaft in Freiburg, Kiel und Bonn, wo er 1932 promoviert wurde. Aufgrund eines Rockefeller-Stipendiums verbrachte er in den Jahren 1934/35 und 1936/37 jeweils zwölf Monate in den USA. Danach arbeitete er in Heidenheim und Bonn an seinem Hauptwerk, Die räumliche Ordnung der Wirtschaft, das 1940 erschien. Im selben Jahr wurde er als wissenschaftlicher Mitarbeiter an das Institut für Weltwirtschaft an der Universität Kiel berufen. Bereits nach einem Jahr fungierte er dort als Forschungsgruppenleiter, beschäftigt vor allem mit der Erstellung von Gutachten. Im Oktober 1944 wurde das Institut aufgrund des Bombenkriegs nach Ratzeburg verlegt.
Kurz nach Kriegsende in Europa starb Lösch an Scharlach.

## Würdigung
Lösch gelang es aufgrund seiner wissenschaftlichen Fähigkeiten, sich eine Nische im Gefüge des Dritten Reiches einzurichten. Mit seinen Schriften beschritt er Wege, die teilweise quer zur späteren Ideologie in der Zeit des Nationalsozialismus lagen, sichtbar vor allem im zweibändigen Werk Was ist vom Geburtenrückgang zu halten? (Heidenheim 1932), in dem er den nach dem Ersten Weltkrieg einsetzenden Geburtenrückgang als volkswirtschaftlich positiv interpretierte.
1971 wurde in Heidenheim der August-Lösch-Preis für herausragende regionalwissenschaftliche Leistungen ins Leben gerufen und von 1972 an alle zwei Jahre vergeben. Nachdem die Verleihung 2004 unterblieben war, wurde der Preis 2006 erstmals an der Universität Kiel verliehen. Bis 2000 wurde außerdem der August-Lösch-Ehrenring vergeben.
In der Heidenheimer Innenstadt ist eine Straße nach August Lösch benannt.

## Veröffentlichungen (Auswahl)
- Die räumliche Ordnung der Wirtschaft. Eine Untersuchung über Standort, Wirtschaftsgebiete und internationalem Handel. Fischer, Jena 1940 (3. Aufl. 1962); englische Ausgabe unter dem Titel „The economics of location“, New Haven 1954
- Bevölkerungswellen und Wechsellagen. Fischer, Jena 1936 (Beiträge zur Erforschung der wirtschaftlichen Wechsellagen Aufschwung, Krise, Stockung; Heft 13)
- (zusammen mit Ida Görzel und Hellmut Gottschalk): Technische Umwälzungen, internationale Standortsverschiebungen und Protektionismus in der Nachkriegszeit, Junker und Dünnhaupt, Berlin 1934
- Was ist vom Geburtenrückgang zu halten? Lösch, Heidenheim 1932